# توبورنیکا
توبورنیکا (به عربی: توبورنیکا) یک مکان تاریخی تونس می‌باشد که در غرب تونس، استان جندوبه و به‌طور مشخص در شهرستان غار الدماء در فاصله ۳۵ کیلومتری شمال شرقی شهر جندوبه و ده کیلومتری مکان تاریخی شمتو نزدیک به محلی که در حال حاضر قلعه نامیده می‌شود قرار دارد، این مکان تاریخی خیلی از مقبره دو پیشوای صالح سیدی علی و سیدی بلقاسم دور نمی‌باشد، توبورنیکا در مسیر جاده بین قرطاج و هیبون (عنابه) قرار دارد، این محل شامل نقاشی‌های بونیه، نومیدیه، یونانی و غربی می‌باشد، این نقاشی‌ها توسط دانشمندان باستانشناس که از این محل دیدن کردند مانند لوی کارتون که در ابتدای قرن بیستم از این محل دیدن کرد پیدا شده است، گمان می‌رود که در این محل وی به آثار یک معبد دست پیدا کرده که برای پرستش حمون بوده است، این معبد در زمان انتشار و گسترش مسیحیت در دوره رومی‌ها از بین رفته و خراب شده است، این محل دارای یک پل رومی می‌باشد که به‌طور کامل سالم مانده است، شایان ذکر است که به دلیل وجود یک پادگان نظامی در بالای این موقعیت و محل تاریخی امکان گرفتن عکس و فیلم وجود ندارد و در اینجا فیلمبرداری و عکس‌برداری ممنوع می‌باشد.

## بقایای باستان‌شناسی
امروزه تعداد کمی از بناهای پابرجا مربوط به دوره رومی توبورنیکا وجود دارد. با این حال، یک پل رومی محلی هنوز در شرایط ایده‌آلی مورد استفاده قرار می‌گیرد.
ویرانه‌ها شامل موارد زیر است: یک آرامگاه، دو طاق، یک معبد، چهار آب‌انبار، حمام‌های عمومی، یک قنات و یک قلعه کوچک بیزانسی.